# Александровка (Козельщинский район)
Алекса́ндровка (укр. Олександрівка) — село,
Василевский сельский совет,
Козельщинский район,
Полтавская область,
Украина.
Код КОАТУУ — 5322080805. Население по переписи 2001 года составляло 221 человек.

## Географическое положение
Село Александровка находится на расстоянии в 0,5 км от села Василевка.
Вокруг села много небольших заболоченных озёр.

## История
В период 1860-1917 часто называлась Кармазиновка
Село указано на специальной карте Западной части России Шуберта 1826-1840 годов